# Рибно (Сохачевський повіт)
Рибно (пол. Rybno) — село в Польщі, у гміні Рибно Сохачевського повіту Мазовецького воєводства.
Населення — 590 осіб (2011).
У 1975-1998 роках село належало до Скерневицького воєводства.

## Демографія
Демографічна структура станом на 31 березня 2011 року:
|          | Загалом | Допрацездатний вік | Працездатний вік | Постпрацездатний вік |
| -------- | ------- | ------------------ | ---------------- | -------------------- |
| Чоловіки | 280     | 56                 | 195              | 29                   |
| Жінки    | 310     | 58                 | 188              | 64                   |
| Разом    | 590     | 114                | 383              | 93                   |